# Henneguya
Henneguya mà một chi thích ty bào ký sinh thuộc họ Myxobolidae.
Các loài thuộc chi này có ở châu Âu và châu Mỹ.
Danh sách loài theo GBIF (ngoại trừ H. adherens):
- Henneguya adherens Azevedo & Matos[3]
- Henneguya akule Work, Takata, Whipps & Kent, 2008
- Henneguya amazonica Rocha, Matos & Azevedo, 1992
- Henneguya brachideuteri Kpatcha, Faye, Diebakate, Fall & Toguebaye, 1997
- Henneguya clariae Abolarin, 1971
- Henneguya clini Reed, Basson, Van As & Dykova, 2007
- Henneguya creplini (Gurley, 1894)
- Henneguya doori Guilford, 1963
- Henneguya friderici Casal, Matos & Azevedo, 2003
- Henneguya garavelli Martins & Onaka, 2006
- Henneguya joalensis Kpatcha, Faye, Diebakate, Fall & Toguebaye, 1997
- Henneguya kayarensis Kpatcha, Faye, Diebakate, Fall & Toguebaye, 1997
- Henneguya lagodon Hall & Iverson, 1967
- Henneguya lateolabracis Yokoyama, Kawakami, Yasuda & Tanaka, 2003
- Henneguya lutjani Kpatcha, Faye, Diebakate, Fall & Toguebaye, 1997
- Henneguya maculosus Carriero, Adriano, Silva, Ceccarelli & Maia, 2013
- Henneguya mbourensis Kpatcha, Faye, Diebakate, Fall & Toguebaye, 1997
- Henneguya neapolitana Parisi, 1912
- Henneguya nuesslini Schuberg & Schröder, 1905
- Henneguya nusslini Schuberg & Schröder, 1905
- Henneguya ocellata Iverson & Yokel, 1963
- Henneguya ouakamensis Kpatcha, Faye, Diebakate, Fall & Toguebaye, 1997
- Henneguya pagri Yokoyama, Itoh & Tanaka, 2005
- Henneguya priacanthi Kpatcha, Faye, Diebakate, Fall & Toguebaye, 1997
- Henneguya psorospermica Thélohan, 1892[1]
- Henneguya salminicola Ward, 1919
- Henneguya salvelini Zandt, 1923
- Henneguya sebasta Moser & Love, 1975
- Henneguya shackletoni Brickle, Kalavati & MacKenzie, 2006
- Henneguya shariffi Molnár, Székely, Mohamed & Shaharom-Harrison, 2006
- Henneguya symphodae Lubat, Radujkovic, Marques & Bouix, 1989
- Henneguya unitaeniata Úngari, Vieira, da Silva, Santos, de Azevedo & O'Dwyer, 2019
- Henneguya vitensis Laird, 1950
- Henneguya yoffensis Kpatcha, Faye, Diebakate, Fall & Toguebaye, 1997
- Henneguya zahoori Bhatt & Siddiqui, 1964
- Henneguya zschokkei (Gurley, 1894)